# Ørlands flygplats
Ørlands flygplats (norska: Ørland lufthavn) är den civila delen av Ørland flystasjon. Ansvaret för driften av flygplatsen delas mellan Norges flygvapen och Ørlands kommun.

## Destinationer
Uppgifter från februari 2010. 	

### Inrikes
| Flygbolag | Destinationer |
| --------- | ------------- |
| Air Leap  | Oslo          |